# Salihorsk
Salihorsk (en biélorusse : Салігорск) ou Soligorsk (en russe : Солигорск) est une ville minière de la voblast de Minsk, en Biélorussie, et le centre administratif du raïon de Salihorsk. Sa population s'élevait à 106 839 habitants en 2017.

## Géographie
Salihorsk est située à 125 km au sud de Minsk.

## Histoire
Salihorsk est l'une des villes les plus jeunes du pays, dont la construction commença en 1958. En 1949, on y découvrit un des plus grands gisements mondiaux de potasse. Les travaux pour la mise en exploitation du gisement commencèrent en 1958 et la production commerciale de sel de potassium débuta le 9 janvier 1961. L'usine de potasse de Salihorsk fut mise en service en décembre 1963. Salihorsk accéda au statut de ville en 1963 et devint le centre administratif du raïon de Salihorsk en 1965.

## Population
Recensements (*) ou estimations de la population :
| 1959* | 1965   | 1970*  | 1979*  | 1989*  | 1999*   |
| ----- | ------ | ------ | ------ | ------ | ------- |
| 46    | 25 000 | 38 255 | 65 148 | 97 742 | 100 930 |

| 2009*   | 2013    | 2014    | 2015    | 2016    | 2017    |
| ------- | ------- | ------- | ------- | ------- | ------- |
| 102 297 | 104 745 | 105 376 | 105 998 | 106 503 | 106 839 |

## Économie
Belaruskali est la principale entreprise de Salihorsk. Elle produit plus de 10 millions de tonnes de chlorure de potassium par an. Belaruskali compte quatre sites d'extraction et usines de traitement autour de Salihorsk.

## Santé
La ville dispose d'un "hôpital spéléologique" à 420 mètres sous terre dans une mine de sel, car il pratique l'halothérapie pour soigner asthme.

## Sports
L'équipe de football de Salihorsk s'appelle Shakhtyor Soligorsk.

## Jumelage
La ville est jumelée à :
- Agarak (Arménie)
- Berezan (Ukraine)
- Kohtla-Järve (Estonie)
- Marijampolė (Lituanie)
- Holbæk (Danemark)